# TGV Réseau
,,,
Les TGV Réseau sont des rames électriques TGV de la Société nationale des chemins de fer français (SNCF), aptes à 320 km/h, mises en service à partir de 1992 à l'occasion de l'ouverture de la LGV Nord. C'est la troisième génération de TGV à un niveau (après les TGV Sud-Est et les TGV Atlantique). Une partie des TGV Réseau est transformée en rames POS (avec réutilisation des remorques de certaines rames) et en Réseau Duplex (réutilisation des motrices de ces mêmes rames) en 2006 et 2007.

## Description

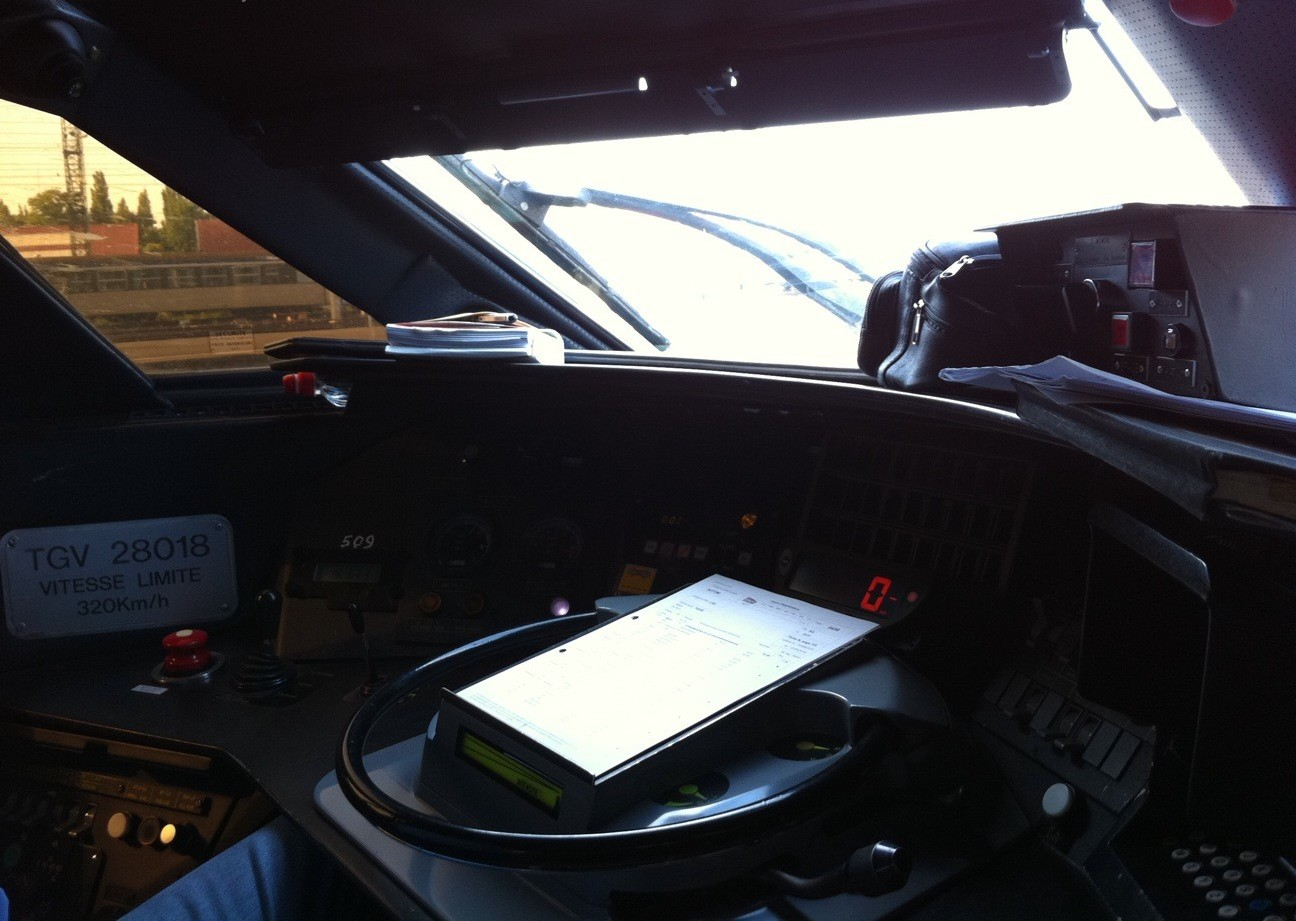
Cabine de conduite de la motrice 28018 (rame bicourant 509).

Ces TGV sont directement dérivés des TGV Atlantique, mais avec une composition réduite à huit remorques intermédiaires au lieu de dix. La désignation « Réseau » vient du fait qu'ils ont été conçus pour circuler sur les diverses lignes à grande vitesse ouvertes à la circulation en France. Les TGV Réseau existent en versions bicourant et tricourant.
Quelques petites modifications ont été apportées au TGV Réseau par rapport au TGV Atlantique, notamment au niveau des voitures. Ces rames sont étanches aux ondes de pression, contrairement aux TGV Atlantique, c'est-à-dire que, par exemple, on ne ressent pas de variations de pression à l'entrée ni à la sortie d'un tunnel.

### Rames bicourant
Ces rames sont équipées pour circuler sous 1 500 V continu et 25 kV – 50 Hz, c'est-à-dire sur toutes les lignes électrifiées françaises.

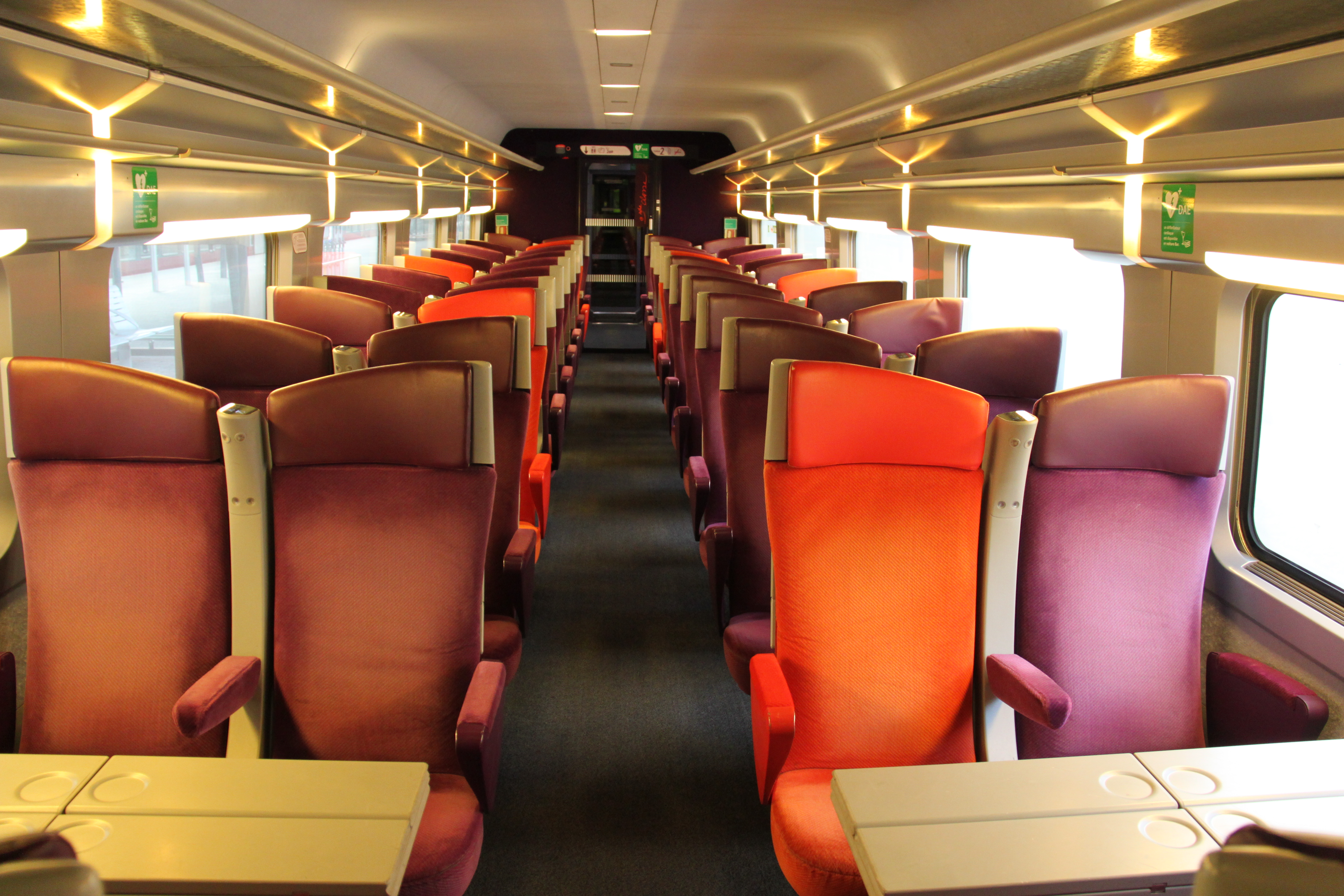
Intérieur de la deuxième classe d'une rame rénovée Lacroix.

Elles peuvent circuler en Unité Multiples (2 rames) avec les rames tricourant (et donc les TGV PBA), mais aussi avec les TGV Duplex, les TGV PBKA, et, plus récemment, avec les TGV POS et les TGV Euroduplex.
La rénovation Lacroix, réalisée entre le 2 septembre 2005 et le 8 juin 2007, avec la griffe du couturier Christian Lacroix, porte sur la totalité des rames destinées à circuler sur le réseau intérieur dans le cadre du TGV Est.
19 rames bicourant ont vu leur tronçons, rénovés Lacroix du 12 avril 2006 au 28 août 2007, accrochés aux motrices POS ; les motrices Réseau ainsi libérées sont depuis réutilisées pour former les rames Réseau Duplex.
À partir de 2006, le parc bicourant a été scindé en deux sous-parcs, l'un inapte, l'autre apte Luxembourg avec équipement de sécurité Memor II+ (une dizaine de rames concernées).
La livrée Carmillon est progressivement étendue au parc bicourant, en commençant par les rames aptes Luxembourg (cas des 510, 549…).

### Rames tricourant
Également désignées rames tritension, elles sont équipées pour le 1 500 V continu et le 25 kV – 50 Hz (comme les rames bicourant) ; elles peuvent de plus circuler sous 3 kV continu, tension utilisée notamment en Belgique et en Italie.

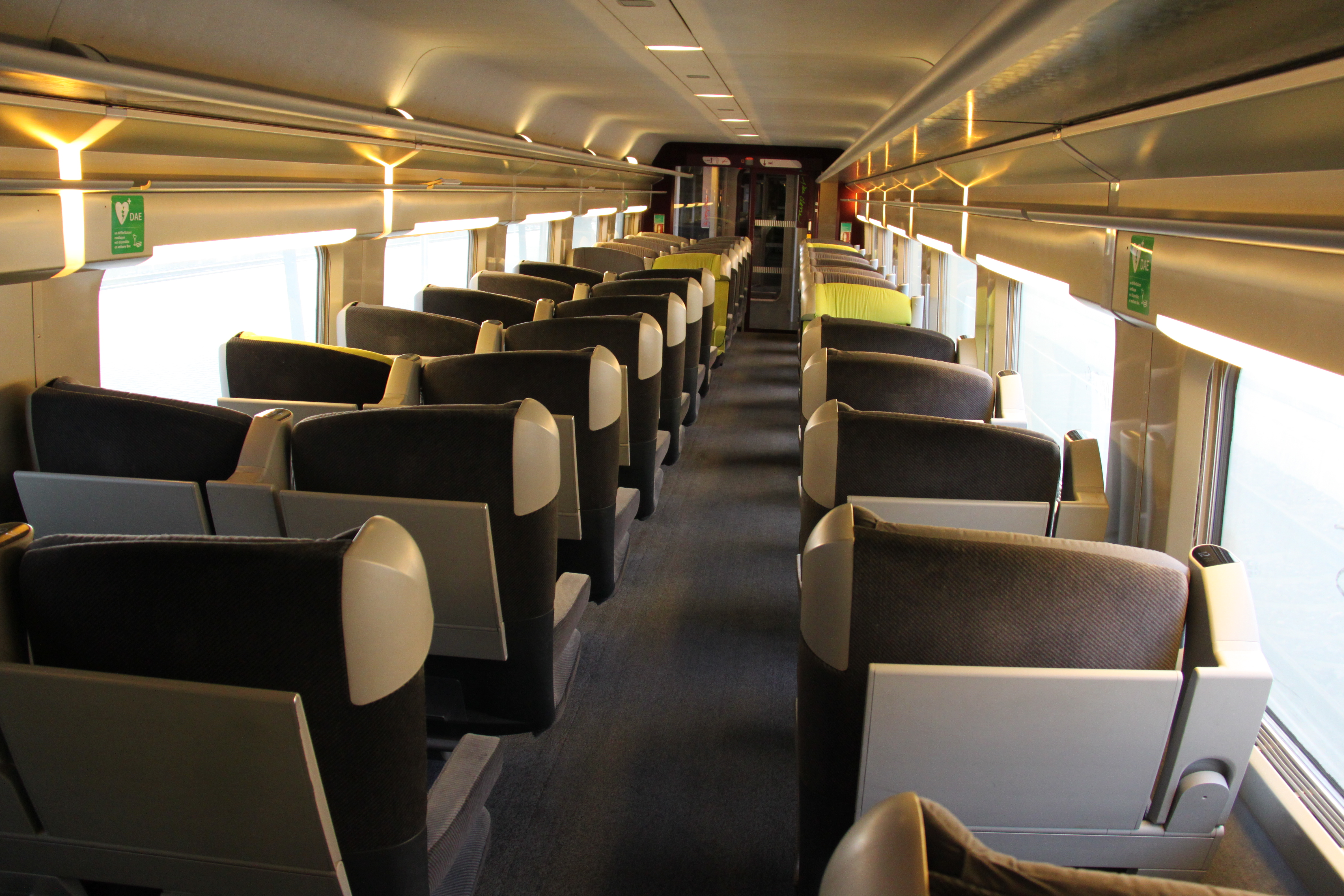
Intérieur de la première classe d'une rame rénovée Lacroix.

Les rames 4510 à 4529 et 4551 ont été rénovées « Lacroix » du 3 octobre 2007 au 23 juillet 2008. La rame 4551 est l'ancienne rame TGV PBA (Thalys) no 4531.
Le parc des TGV Réseau tricourant Paris – Italie (rames 4501 à 4506) a lui aussi été rénové « Lacroix », entre 2010 et 2011. Ces rames sont adaptées pour les rampes élevées de la ligne de la Maurienne, et disposent d'équipements pour le réseau italien.
Là aussi, la livrée Carmillon est progressivement étendue au parc tricourant.
Neuf rames sont affectées au service Eurostar (ex-Thalys) entre Paris, Bruxelles et Amsterdam, et sont dénommées TGV PBA. Depuis 2009, ces rames sont rénovées avec une nouvelle livrée, un nouvel aménagement intérieur avec prises 230 V individuelles, et installation de l'ETCS et de l'IHM. Un deuxième changement de livrée des rames PBA est effectué à partir de 2016.

## Service

### Rames bicourant
Lors de leur mise en service en 1992 – 1993, elles circulent sur la LGV Nord, pour les relations Paris – Nord de la France (Lille, Calais, Dunkerque, Boulogne-sur-Mer, Valenciennes…) et sur de nombreuses relations « province – province » entre le Sud-Est, le Nord, l'Est et l'Atlantique. Elles ont également circulé sur des relations entre Paris-Gare-de-Lyon et le sud-est de la France, avec la mise en service de la LGV Méditerranée en complément des TGV Sud-Est et des TGV Duplex.
À l'occasion de leur rénovation « Lacroix », elles sont progressivement transférées sur les relations Paris – Luxembourg en juin 2006, puis sur Paris – Strasbourg en août de la même année, en prélude au TGV Est. Depuis le 10 juin 2007, elles assurent les trains du service intérieur et luxembourgeois du TGV Est ; les services vers le Luxembourg ont toutefois été repris par les rames Euroduplex fin 2017.
19 tronçons bicourant forment désormais 19 rames POS. Le contingent bicourant ne perd en fait que 16 rames, puisqu'il reçoit 3 ex-tronçons tricourant en compensation. Ainsi, 16 paires de motrices forment désormais les rames Réseau Duplex (appelées RD).
La totalité du contingent restant (33 rames), est affecté au TGV Est.

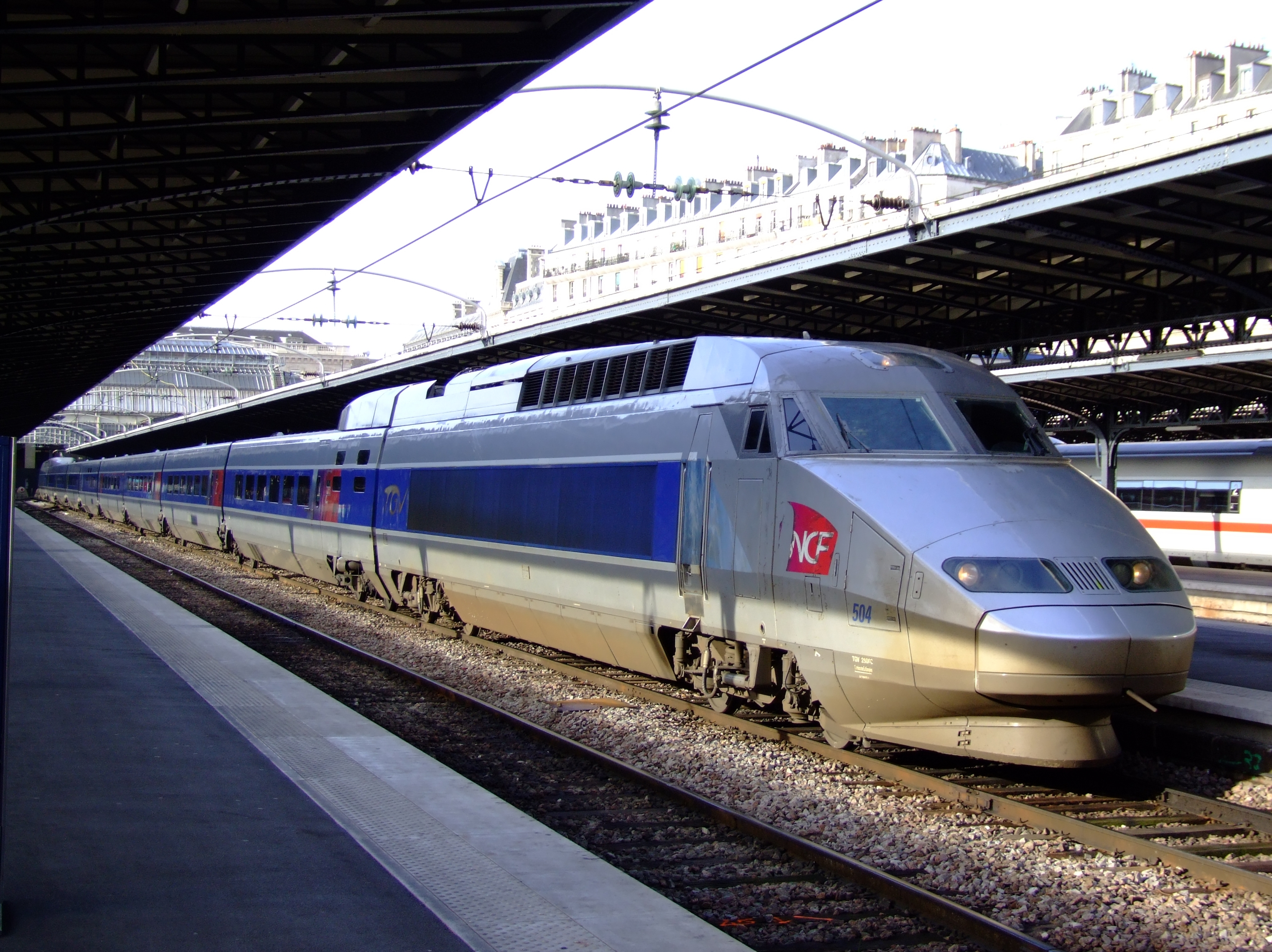
La rame 504, en livrée Lacroix, en gare de Paris-Est.
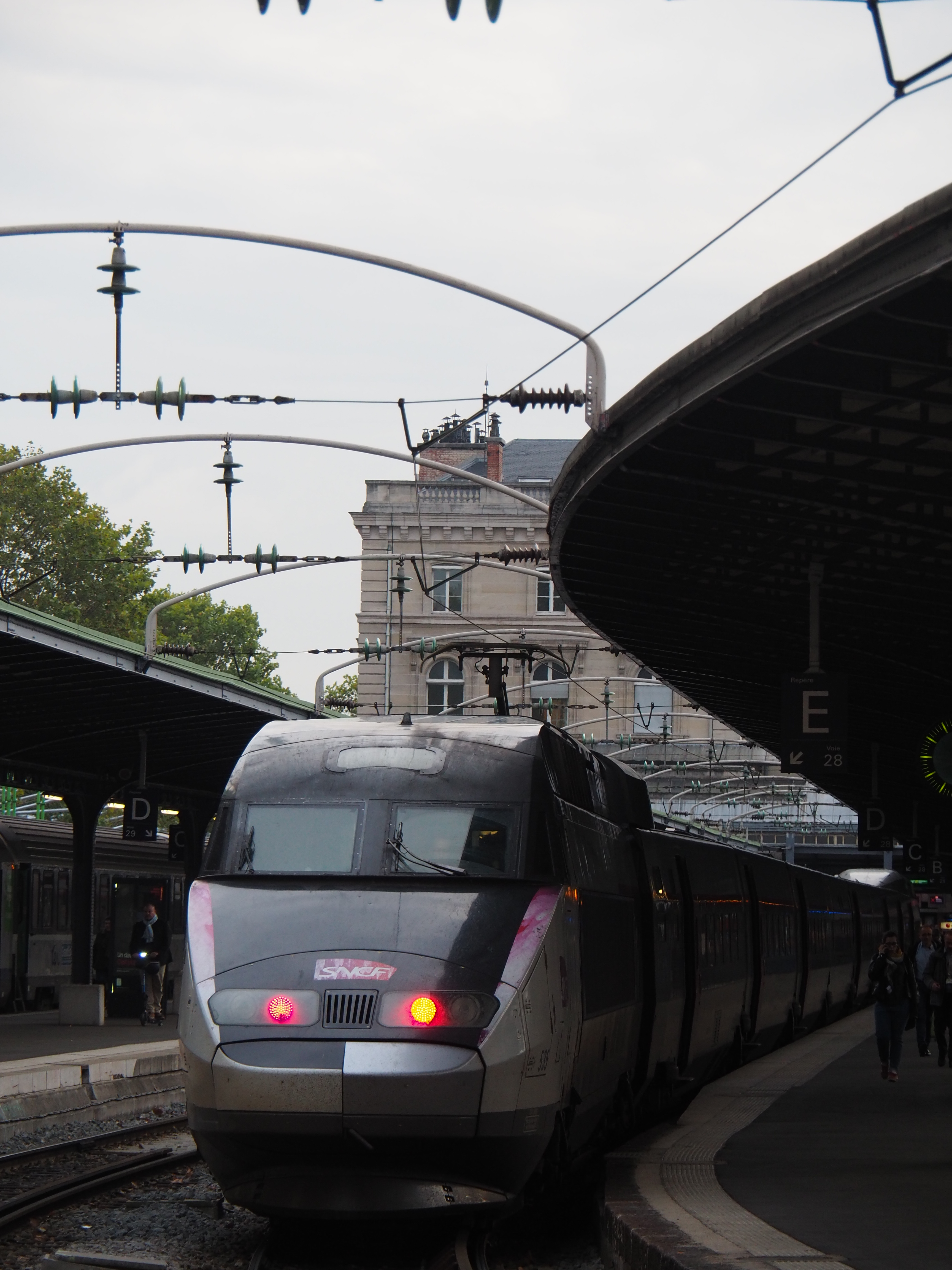
La rame 535, en livrée Carmillon, en gare de Paris-Est.
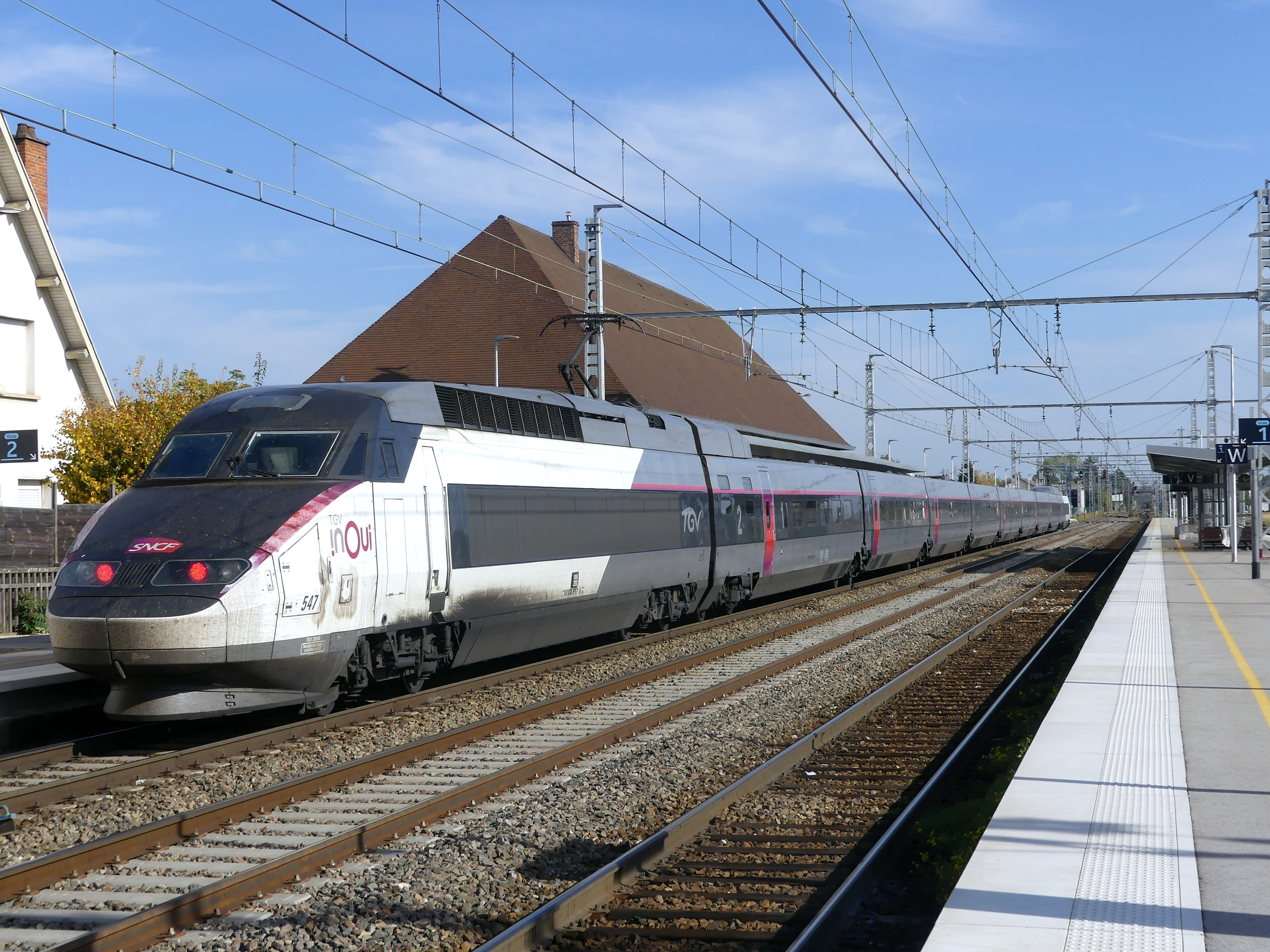
La rame 547, en livrée Carmillon avec logos TGV inOui, en gare de Beaune.

### Rames tricourant
Également désignées rames tritension, elles sont classées en trois catégories selon leur utilisation :
- les six rames 4501 à 4506 sont affectées aux services ex-Artesia, entre Paris et Milan via Turin ;
- les vingt rames 4510 à 4529 servent aux services intersecteurs vers la Belgique (TGV depuis Marseille, Montpellier, Perpignan, Lyon, Nantes, Rennes et Strasbourg vers Bruxelles). Ces rames devront légalement être équipées de l'ETCS après décembre 2025. La rame 4530 faisait aussi partie de ce groupe avant de devenir le TGV IRIS 320. Il est possible parfois de retrouver une rame tricourant sur des missions entre Paris-Nord et les Hauts-de-France. Cependant, depuis fin 2017, quelques rames tricourant circulent en renfort sur le TGV Est ;
- les neuf rames 4532 à 4540 sont dénommées PBA et affectées à Eurostar (ex-Thalys).

Trois rames tricourant ont rejoint le pool bicourant (ex-rames 4507 à 4509) :
- les motrices sont désormais sur les TGV Réseau Duplex 613 à 615 (rames qui pourraient à terme devenir les premiers TGV RD tricourant ; actuellement, ces trois rames ont vu le sélecteur tension 3 kV — qui permettait de circuler en Belgique — inhibé[réf. nécessaire]),
- les voitures forment trois nouvelles rames bicourant, les 551 à 553.

En raison de l'affectation des rames tricourant — hors PBA — sur des relations uniquement intersecteurs (plus de passage à Paris-Nord et donc aux ateliers du Landy), elles avaient été transférées aux ateliers de Forest (en Belgique) ; en contrepartie, le Landy avait reçu l'intégralité du parc Eurostar Belgique (rames 3100), soit 3 rames (6 demi-rames). Désormais, quelques rames sont toutefois utilisées pour le TGV Nord.

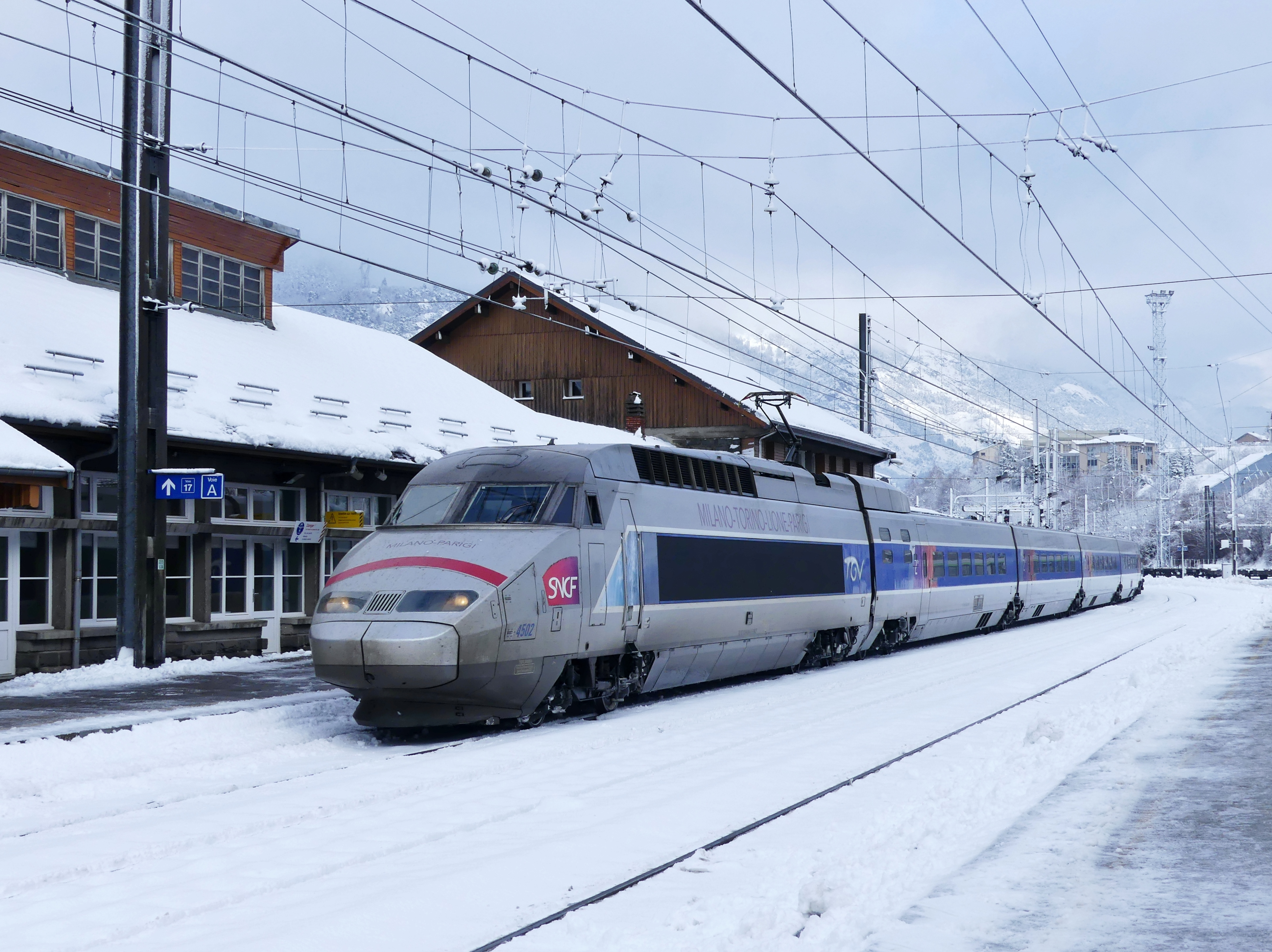
La rame 4502, arrivant d'Italie, change de courant en gare de Modane.
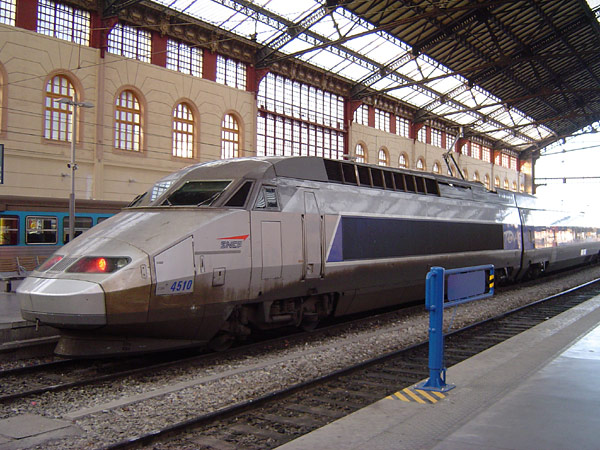
La rame 4510, dans l'ancienne livrée Atlantique, en gare de Marseille-Saint-Charles.
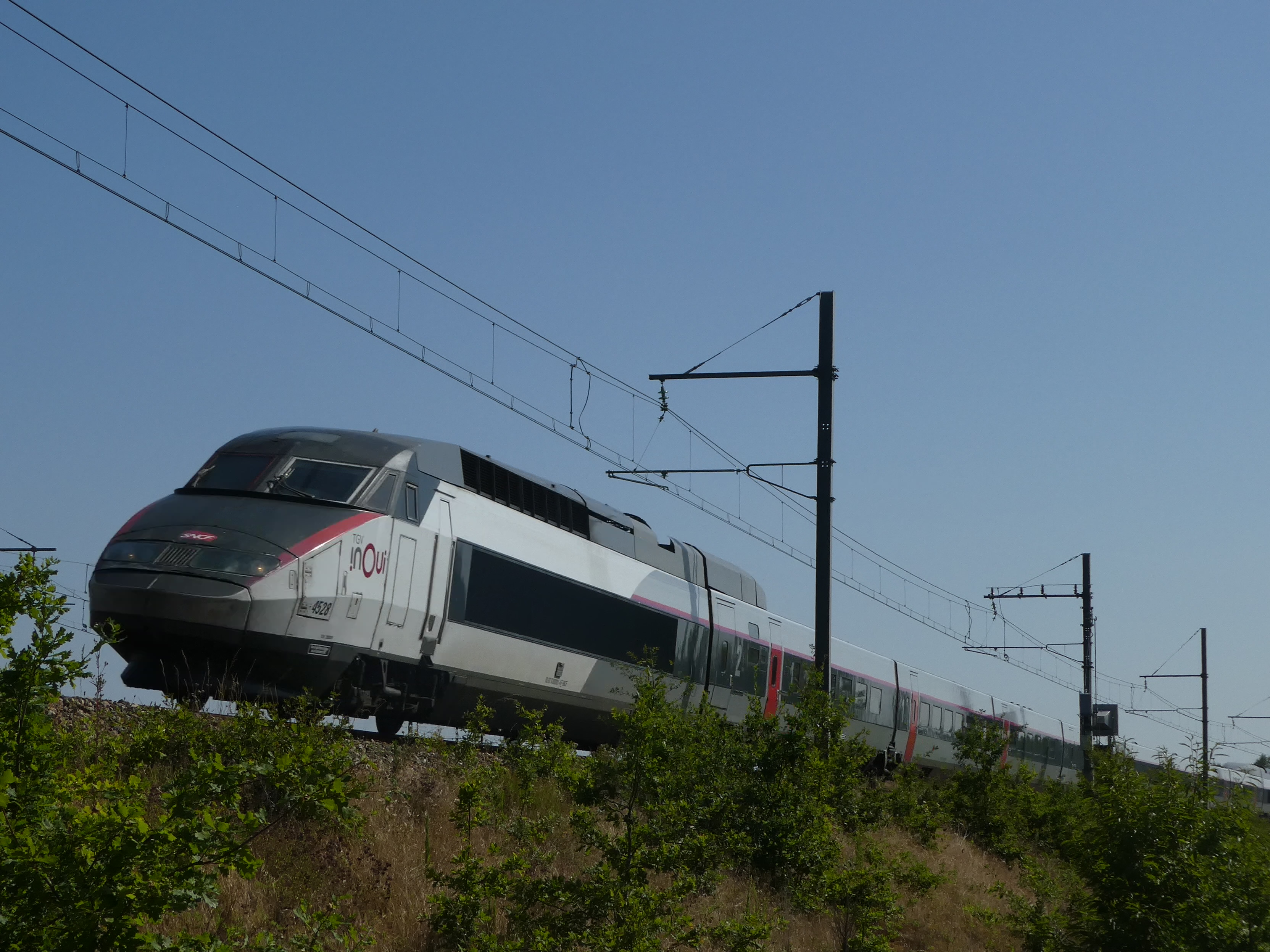
La rame 4528 quitte la LGV Atlantique pour desservir la gare du Mans, avant de rejoindre Rennes.
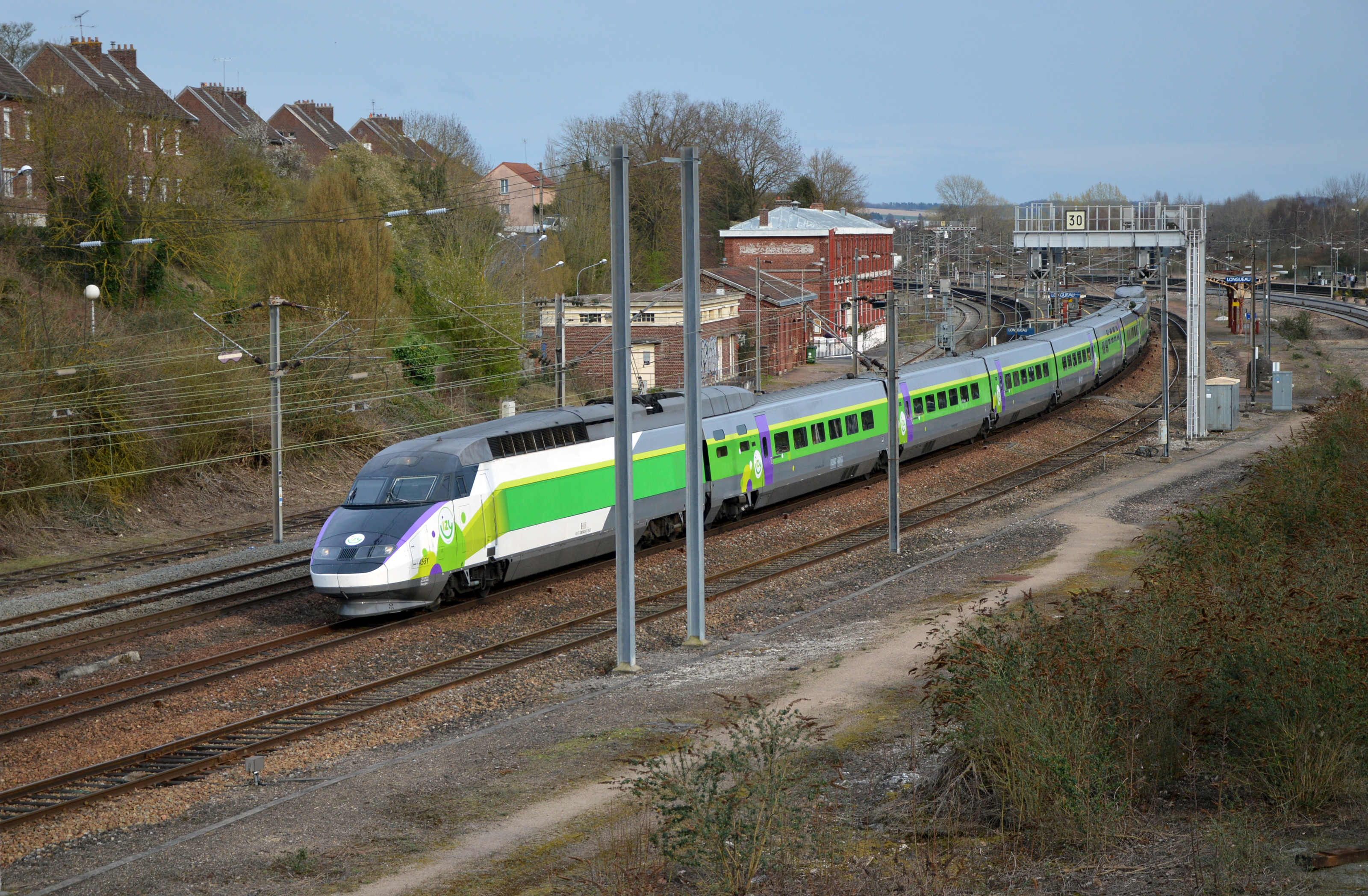
La rame 4551, alors en livrée Izy, traverse la gare de Longueau.
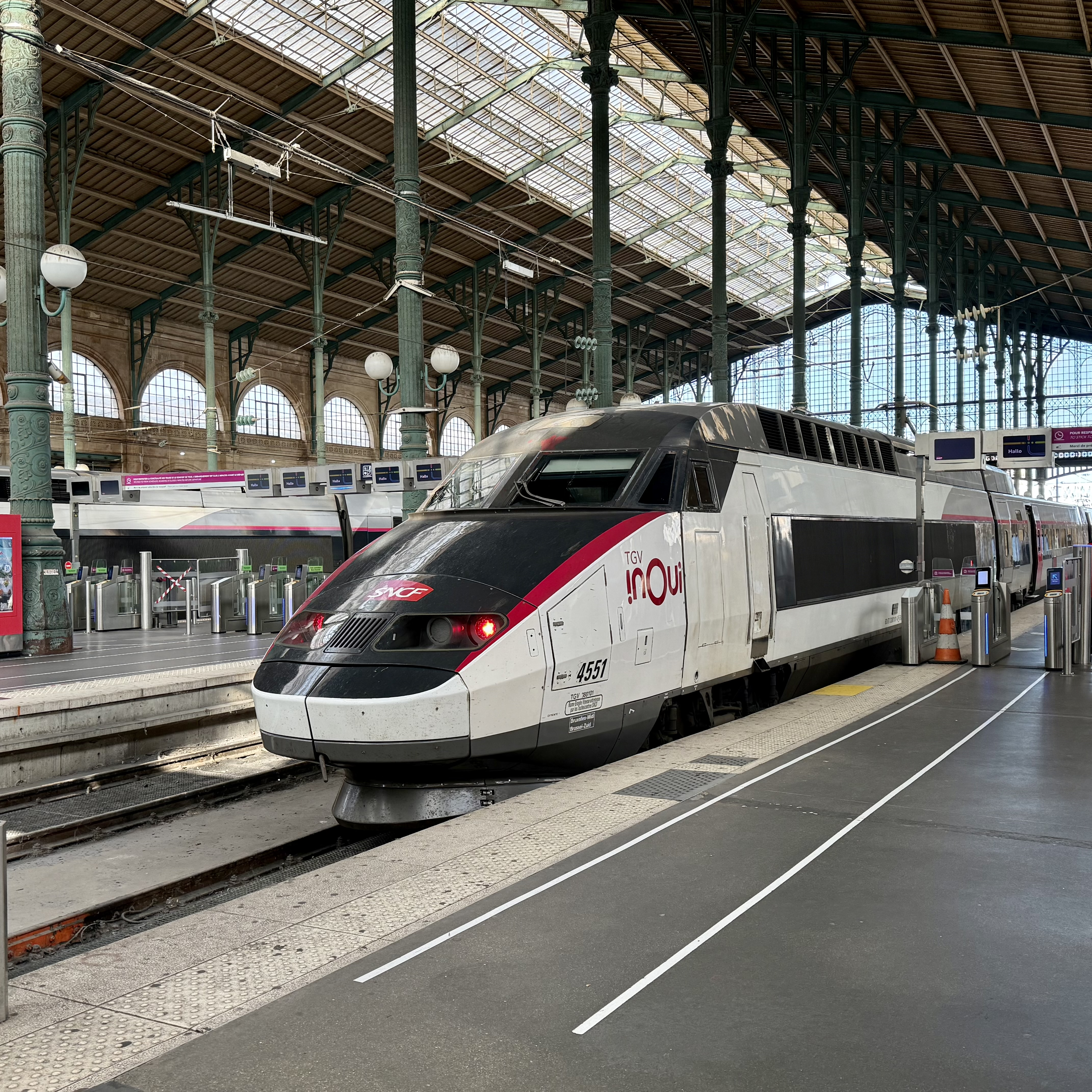
La rame 4551, en livrée Carmillon/French Berry, en gare de Paris-Nord.

## Rames particulières
- La rame 502 fut la victime d'un accident avec une goudronneuse sur un passage à niveau à Bierne, Nord : une demi-rame (comprenant la motrice 28004) est radiée le 1er août 1998 ; l'autre demi-rame (comprenant la motrice 28003) sert de réserve ou dans des occasions particulières : exposition de la motrice (maquillée en rame 531) en 2003 pour l'opération Train Capitale sur les Champs-Élysées à Paris, démonstrateur AGV, rame de présentation de la rénovation « Lacroix ». La motrice 28003 fut utilisée comme motrice de secours : au cours de l'année 2008, elle fut affectée à la rame Duplex 204, puis à partir de janvier 2009 sur la rame Duplex 255, dont une motrice a subi un incendie le 10 janvier précédent à Pont-de-Veyle. En 2015, elle est sur la rame Réseau 501, à la place de la motrice 28001 qui sert de réserve[12].
- La rame 511 a subi un déraillement sur la LGV Nord le 21 décembre 1993, en raison d'un affaissement de la plate-forme supportant la ligne près d'Ablaincourt-Pressoir, alors qu'elle circulait à près de 300 km/h. Toutefois, elle ne s'est pas renversée[13].
- La rame 514 fut utilisée au cinéma, dans le film La Mémoire dans la peau.
- La rame 531 a établi un record d'endurance à haute vitesse, l'« opération Sardine » : le 26 mai 2001, la distance de 1 067,2 km entre Calais et Marseille a été couverte en 3 heures et 29 minutes, à la vitesse moyenne de 306,37 km/h, en préalable à l'ouverture de la LGV Méditerranée.
- La rame 4523 a remplacé partiellement la rame TGV IRIS 320 (retirée du service de novembre 2015 à juillet 2016, pour son opération de maintenance de mi-vie)[14].
- La rame 4530 a été achetée par la branche SNCF Infra (désormais SNCF Réseau) à la branche Voyages (faisant désormais partie de SNCF Mobilités), et transformée pour les inspections sur les LGV françaises et belges. Elle est en service, depuis 2006, sous le nom d'IRIS 320.
- La rame PBA 4533 a été louée et spécialement équipée par la production du film Le 15 h 17 pour Paris (inspiré de l'attentat du Thalys), pendant cinq jours à la fin du mois d'août et au début de septembre 2017, pour les besoins du tournage[15].
- La rame PBA 4536 (côté motrice 380072) a subi une prise en écharpe le 11 octobre 2008, près de la gare de Gouda (Pays-Bas)[16].
- La rame PBA 4551 était initialement numérotée 4531 ; cette renumérotation fut appliquée lors de la sortie de la rame du parc Thalys PBA en 2008. Par ailleurs, la rame était affectée au service Izy (avec une livrée spécifique) entre avril 2016 et décembre 2018[17].

## Modélisme
- La rame Réseau bicourant a été reproduite en H0 par les firmes Lima et Mehano.
- La rame Réseau tricourant a été reproduite en H0 par les firmes Jouef (rame 4502), Lima et Mehano.
- La rame Réseau PBA tricourant a été reproduite en H0 par les firmes Lima et Jouef.